# Aaron Montgomery Ward
Aaron Montgomery Ward (17 tháng 2 năm 1843 - 7 tháng 12 năm 1913) là một doanh nhân người Mỹ có trụ sở tại Chicago, ông đã kiếm được tiền nhờ việc đặt hàng qua thư để bán lẻ hàng hóa nói chung cho khách hàng nông thôn.  Năm 1872, ông thành lập Montgomery Ward & Company, được biết đến trên toàn quốc.
Ward, một nhân viên bán hàng du lịch trẻ tuổi về hàng khô, lo ngại về hoàn cảnh của nhiều người Mỹ ở vùng Trung Tây, những người mà anh ta nghĩ rằng bị quá tải và phục vụ bởi nhiều người bán lẻ trong thị trấn nhỏ mà họ phải phụ thuộc vào hàng hóa phổ thông.  Ông mở nhà đặt hàng qua thư đầu tiên vào năm 1872.  Bằng cách sử dụng nhiều các tuyến đường sắt tập trung vào Chicago và bằng cách liên kết công việc kinh doanh của mình với các Patrons of Husbandry (Grangers) phi lợi nhuận, Ward cung cấp cho khách hàng nông thôn một lượng tồn kho lớn hơn nhiều so ở các thị trấn nhỏ và giá thấp hơn.  Không giống như các thương nhân địa phương, Ward không cho trả giá và không có tín dụng.  Danh mục miễn phí của ông, được in bằng các phương pháp hiện đại nhất, đã được gửi rộng rãi cho khách hàng, cho phép họ xem hình ảnh của hàng tiêu dùng và tưởng tượng cách chúng có thể được sử dụng.  Sau đó, Ward sử dụng dịch vụ Giao hàng miễn phí ở nông thôn của Bưu điện; ông vận động cho một hệ thống bưu kiện xuất hiện vào năm 1906.  Đầu thế kỷ 20 là thời hoàng kim của các đơn đặt hàng qua thư và Ward đã trở thành một truyền thống của Mỹ, cùng với đối thủ của nó là Sears Roebuck.
Ward tiếp tục được vinh danh là người bảo vệ Grant Park ở Chicago, Illinois.

## Những năm đầu
Aaron Montgomery Ward sinh ngày 17 tháng 2 năm 1843, tại Chatham, New Jersey.  Khi anh khoảng chín tuổi, cha anh Sylvester Ward chuyển cả gia đình đến Niles, Michigan, nơi Aaron theo học các trường công lập.  Ông là một trong một gia đình lớn với thu nhập khiêm tốn.  Khi Aaron mười bốn tuổi, anh được học nghề để giúp đỡ gia đình.  Theo hồi ký ngắn gọn của mình, đầu tiên anh kiếm được 25 xu mỗi ngày tại một máy cắt trong nhà máy sản xuất thùng, và sau đó xếp gạch trong lò nung với giá 30 xu mỗi ngày.
Năng lượng và tham vọng đã thúc đẩy Ward tìm kiếm việc làm ở thị trấn St. Joseph, Michigan, nơi anh đến làm việc trong một cửa hàng giày.  Đây là một thị trấn cho một khu vực trang trại dành cho vườn cây ăn quả.  Bắt đầu bán hàng cuối cùng đã dẫn anh đến với nghề khiến anh nổi tiếng.  Là một người bán hàng công bằng, trong vòng chín tháng, anh ta đã tham gia làm nhân viên bán hàng trong một cửa hàng quốc gia nói chung với giá 6 đô la / tháng cộng với bảng, một mức lương đáng kể vào thời điểm đó.  Anh vươn lên trở thành thư ký trưởng và tổng giám đốc của cửa hàng, làm việc ở đó được ba năm.  Đến cuối thời gian đó, tiền lương của anh ấy là 100 đô la / tháng cộng với tiền cơm tháng.  Anh ấy đã rời đi để có một công việc tốt hơn trong một cửa hàng cạnh tranh, nơi anh ấy làm việc thêm hai năm nữa.  Trong thời kỳ này, Ward đã học bán lẻ.

## Field Palmer và những năm sau đó
Năm 1865, Ward chuyển đến Chicago, nơi ông làm việc cho Case and Sobin, một ngôi nhà đèn.  Anh ta đi du lịch cho họ với tư cách là nhân viên bán hàng và bán hàng hưởng hoa hồng trong một thời gian ngắn.  Chicago là trung tâm của thương mại hàng khô bán buôn, và trong những năm 1860, Ward gia nhập nhà hàng khô hàng đầu, Field Palmer & Leiter, tiền thân của Marshall Field & Co. - hoạt động kinh doanh của Wills, Greg & Co. đã hình thành một kỹ thuật bán hàng mới: bán thư trực tiếp cho người dân nước này.  Đó là một thời gian mà người tiêu dùng nông thôn mong đợi sự tiện nghi của thành phố, nhưng tất cả quá thường xuyên bị nạn nhân độc quyền và quá phí bởi chi phí của nhiều người trung gian cần thiết để đưa sản phẩm sản xuất vào nước này.  Chất lượng hàng hóa cũng bị nghi ngờ và người nông dân bất hạnh không có sự truy đòi trong nền kinh tế mà người mua chịu trách nhiệm về hàng đã nhận.  Ward định hình một kế hoạch mua hàng hóa với chi phí thấp bằng tiền mặt.  Bằng cách loại bỏ các trung gian, với việc kê giá và hoa hồng của họ, và cắt giảm đáng kể chi phí bán hàng, anh ta có thể bán hàng hóa cho mọi người, tuy nhiên từ xa, với giá hấp dẫn.  Anh ấy mời họ gửi đơn đặt hàng qua thư và anh ấy đã giao hàng đến ga đường sắt gần nhất.  Thứ duy nhất anh thiếu là vốn.

## Danh mục gửi thư của Montgomery Ward
Không ai trong số bạn bè hoặc người quen kinh doanh của Ward tham gia nhiệt tình với ý tưởng cách mạng của anh ấy.  Mặc dù ý tưởng của ông thường được coi là giáp ranh với sự mất trí và hàng tồn kho đầu tiên của ông đã bị phá hủy bởi Đại hỏa hoạn ở Chicago, Ward vẫn kiên trì.  Vào tháng 8 năm 1872, với hai nhân viên đồng nghiệp và tổng số vốn 1.600 đô la, ông đã thành lập Montgomery Ward & Company.  Ông thuê một phòng vận chuyển nhỏ trên hạm đội đường mòn Normandy và xuất bản một danh mục đặt hàng qua thư chung với 163 sản phẩm được liệt kê.  Người ta nói rằng vào năm 1880, Aaron Montgomery Ward ban đầu đã viết tất cả các bản sao danh mục.  Khi công việc kinh doanh phát triển và các trưởng bộ phận viết mô tả hàng hóa, ông vẫn xem qua từng dòng bản sao để chắc chắn rằng đó là chính xác.
Năm sau, cả hai đối tác của Ward đều rời bỏ anh, nhưng anh vẫn tiếp tục.  Sau đó, George Robinson Thorne, anh rể tương lai của ông, đã cùng ông tham gia vào công việc kinh doanh của mình.  Đây là bước ngoặt cho công ty trẻ, phát triển và thịnh vượng.  Chẳng mấy chốc, danh mục, thường xuyên bị chửi rủa và thậm chí bị đốt cháy công khai bởi các nhà bán lẻ ở nông thôn, được biết đến như là "Cuốn sách mơ ước".  Đó là một thứ được yêu thích trong các hộ gia đình trên khắp nước Mỹ.
Danh mục của Ward sớm được sao chép bởi các thương nhân dám nghĩ dám làm khác, đáng chú ý nhất là Richard Warren Sears, người đã gửi danh mục chung đầu tiên vào năm 1896.  Những người khác tham gia vào lĩnh vực này và đến năm 1971, doanh số bán hàng của các công ty lớn của Hoa Kỳ đã vượt quá 250 triệu đô la doanh thu bưu chính.  Mặc dù ngày nay, Tháp Sears ở Chicago là tòa nhà cao nhất của Hoa Kỳ, đã có lúc trụ sở của Montgomery Ward được phân biệt tương tự.  Tháp Montgomery Ward, ở góc của Đại lộ Michigan và Phố Madison ở Chicago, trị vì là một điểm thu hút khách du lịch lớn vào đầu những năm 1900.

## Cuộc sống công khai: cuộc chiến giành Grant Park
Trong cuộc sống công dân ở Chicago, Ward đã chiến đấu cho những người nghèo tiếp cận bờ hồ của Chicago. Năm 1906, ông vận động để bảo tồn Công viên Grant như một công viên công cộng. Grant Park đã được bảo vệ từ năm 1836 bởi luật "mãi mãi mở, rõ ràng và miễn phí" đã được khẳng định bởi bốn phán quyết của Tòa án tối cao Illinois. Ward đã hai lần kiện thành phố Chicago để buộc thành phố này phải gỡ bỏ các tòa nhà và công trình khỏi Grant Park và ngăn không cho xây dựng những công trình mới. Ward được một số người gọi là "con chó canh gác phía trước hồ" vì những nỗ lực bảo tồn của anh ta. Do đó, thành phố có những gì được gọi là hạn chế chiều cao của Montgomery Ward đối với các tòa nhà và công trình trong Công viên Grant. Tuy nhiên, Đài phun nước Crown và Gian hàng Jay Pritzker cao 139 feet (42 m) đã được miễn giới hạn chiều cao vì chúng được phân loại là tác phẩm nghệ thuật và không phải là tòa nhà hoặc công trình. Kế hoạch Burnham nổi tiếng năm 1909 của Daniel Burnham cuối cùng đã bảo tồn Công viên Grant và toàn bộ bờ hồ Chicago.

## Di sản
Montgomery Ward mất năm 1913, ở tuổi 70.  Vợ Elizabeth của ông đã để lại một phần lớn tài sản cho Đại học Tây Bắc và các tổ chức giáo dục khác.
Vị trí trong danh mục của Montgomery Ward trong lịch sử đã được đảm bảo khi Câu lạc bộ Grolier, một hiệp hội của những người mê sách ở New York, đã trưng bày nó vào năm 1946 cùng với từ điển của Webster là một trong hàng trăm cuốn sách có ảnh hưởng nhất đến cuộc sống và văn hóa của người dân Mỹ.
Một bức tượng bán thân bằng đồng vinh danh Ward và bảy ông trùm ngành công nghiệp khác đứng giữa sông Chicago và Merchandise Mart ở trung tâm thành phố Chicago, Illinois.  Một phiên bản nhỏ hơn của bức tượng bán thân đó nằm ở Grant Park.
Ủy ban Quận ủy Chicago Park gần đây đã đặt tên một công viên mới để vinh danh A. Montgomery Ward.  Nó tọa lạc tại 630 N. Kingsbury Street, cách Tòa nhà Danh mục Montgomery Ward & Co. cũ ở 600 W. Chicago Avenue, Chicago, vài dãy nhà
Độc giả và biên tập viên tạp chí Forbes đã xếp Aaron Montgomery Ward là doanh nhân có ảnh hưởng thứ 16 mọi thời đại.
Bất chấp sự sụp đổ của việc kinh doanh danh mục và các cửa hàng bách hóa vào năm 2001, Montgomery Ward & Co. với tư cách là một nhà bán lẻ trực tuyến vẫn tuân thủ triết lý "Sự hài lòng được bảo đảm" chưa từng thấy.